# Sous haute protection
Sous haute protection (The Keeper), est un film américain réalisé par Keoni Waxman sorti en 2009 et diffusé pour la première fois en France le 23 mars 2011 sur France 4.

## Synopsis
Roland Sallinger a quitté la police de Los Angeles après un terrible drame : il a été contraint d'abattre son coéquipier qui avait tenté de l'assassiner car il était un flic corrompu. Roland est contacté par un vieil ami de la police, devenu homme d'affaires à San Antonio au Texas. Celui-ci lui demande d'assurer la protection rapprochée de sa fille Nikita, qui vient d'échapper à une tentative d'enlèvement dirigé par un puissant homme d'affaires.

## Fiche technique
- Titre : Sous haute protection (en  France et au  Québec)
- Titre original : The Keeper
- Réalisateur : Keoni Waxman
- Scénario et dialogues : Paul A. Birkett
- Durée : 94 minutes
- Genre : Action

## Distribution
Légende : V. Q. = Version Québécoise
- Steven Seagal (V. Q. : Éric Gaudry) : Roland Sallinger
- Liezl Carstens (V. Q. : Catherine Proulx-Lemay) : Nikita Wells
- Arron Shiver (V. Q. : Gabriel Lessard) : Mason Silver
- Johnnie Hector (V. Q. : Manuel Tadros) : Manuelo
- Steph DuVall (V. Q. : Benoit Rousseau) : Conner Wells
- Luce Rains (V. Q. : Stéphane Rivard) : Jason Cross
- Kevin Wiggins (V. Q. : Jean-Luc Montminy) : Détective Simon Pacheco
- Trine Christensen : Regina
- Eb Lottimer (V. Q. : Jacques Lavallée) : Tory Harris
- Brian Keith Gamble (V. Q. : Antoine Durand) : Trevor